# Marele Premiu al Marii Britanii din 2024
Marele Premiu al Marii Britanii din 2024 (cunoscut oficial ca Formula 1 Qatar Airways British Grand Prix 2024) a fost o cursă auto de Formula 1 ce s-a desfășurat pe 7 iulie 2024 pe Circuitul Silverstone din Silverstone, Regatul Unit. Cursa a fost cea de-a douăsprezecea etapă a Campionatului Mondial de Formula 1 FIA din 2024.
Cursa a fost câștigată de Lewis Hamilton de la Mercedes în fața lui Max Verstappen de la Red Bull Racing și Lando Norris de la McLaren. A fost prima victorie a lui Hamilton de la Marele Premiu al Arabiei Saudite din 2021. În plus, a fost a noua sa victorie generală la Marele Premiu al Marii Britanii, doborând recordul pentru cele mai multe victorii pe un singur circuit.

## Context
Furnizorul de anvelope Pirelli a adus compușii de anvelope C1, C2 și C3 (denumiți duri, medii și, respectiv, moi) pentru ca echipele să le folosească la eveniment.

## Calificări
Calificările au avut loc pe 6 iulie 2024, începând cu ora locală 15:00 BST (UTC+1), ora 17:00 EEST.
| Poz.                  | Nr. | Pilot            | Constructor                  | Timpi calificări | Timpi calificări | Timpi calificări | Grila finală |
| Poz.                  | Nr. | Pilot            | Constructor                  | Q1               | Q2               | Q3               | Grila finală |
| --------------------- | --- | ---------------- | ---------------------------- | ---------------- | ---------------- | ---------------- | ------------ |
| 1                     | 63  | George Russell   | Mercedes                     | 1:30,106         | 1:26,723         | 1:25,819         | 1            |
| 2                     | 44  | Lewis Hamilton   | Mercedes                     | 1:29,547         | 1:26,770         | 1:25,990         | 2            |
| 3                     | 4   | Lando Norris     | McLaren-Mercedes             | 1:31,596         | 1:26,559         | 1:26,030         | 3            |
| 4                     | 1   | Max Verstappen   | Red Bull Racing-Honda RBPT   | 1:31,342         | 1:26,796         | 1:26,203         | 4            |
| 5                     | 81  | Oscar Piastri    | McLaren-Mercedes             | 1:30,895         | 1:26,733         | 1:26,237         | 5            |
| 6                     | 27  | Nico Hülkenberg  | Haas-Ferrari                 | 1:31,929         | 1:26,847         | 1:26,338         | 6            |
| 7                     | 55  | Carlos Sainz Jr. | Ferrari                      | 1:30,557         | 1:26,843         | 1:26,509         | 7            |
| 8                     | 18  | Lance Stroll     | Aston Martin Aramco-Mercedes | 1:31,410         | 1:26,938         | 1:26,585         | 8            |
| 9                     | 23  | Alexander Albon  | Williams-Mercedes            | 1:31,135         | 1:26,933         | 1:26,640         | 9            |
| 10                    | 14  | Fernando Alonso  | Aston Martin Aramco-Mercedes | 1:31,264         | 1:26,730         | 1:26,917         | 10           |
| 11                    | 16  | Charles Leclerc  | Ferrari                      | 1:30,496         | 1:27,097         | N/A              | 11           |
| 12                    | 2   | Logan Sargeant   | Williams-Mercedes            | 1:31,608         | 1:27,175         | N/A              | 12           |
| 13                    | 22  | Yuki Tsunoda     | RB-Honda RBPT                | 1:30,994         | 1:27,269         | N/A              | 13           |
| 14                    | 24  | Zhou Guanyu      | Kick Sauber-Ferrari          | 1:31,190         | 1:27,867         | N/A              | 14           |
| 15                    | 3   | Daniel Ricciardo | RB-Honda RBPT                | 1:31,291         | 1:27,949         | N/A              | 15           |
| 16                    | 77  | Valtteri Bottas  | Kick Sauber-Ferrari          | 1:32,431         | N/A              | N/A              | 16           |
| 17                    | 20  | Kevin Magnussen  | Haas-Ferrari                 | 1:32,905         | N/A              | N/A              | 17           |
| 18                    | 31  | Esteban Ocon     | Alpine-Renault               | 1:34,557         | N/A              | N/A              | 18           |
| 19                    | 11  | Sergio Pérez     | Red Bull Racing-Honda RBPT   | 1:38,348         | N/A              | N/A              | LB           |
| 20                    | 10  | Pierre Gasly     | Alpine-Renault               | 1:39,804         | N/A              | N/A              | 19           |
| Regula 107%: 1:35,815 |     |                  |                              |                  |                  |                  |              |
| Sursa:                |     |                  |                              |                  |                  |                  |              |

Note
- ^1 – Sergio Pérez s-a calificat pe locul 19, dar a fost nevoit să înceapă cursa de la boxe pentru înlocuirea elementelor unității de putere fără aprobarea delegatului tehnic în timpul condițiilor de parc fermé.[5]
- ^2 – Pierre Gasly a fost nevoit să pornească în cursă de pe ultima poziție a grilei pentru că și-a depășit cota de elemente ale unității de putere. El a câștigat o poziție deoarece Sergio Pérez a început cursa de la boxe.[5]
- ^3 – Deoarece calificările au avut loc pe o pistă umedă, regula 107% nu a fost în vigoare.[6]

## Cursa
Cursa a avut loc pe 7 iulie 2024, începând cu ora locală 15:00 BST (UTC+1), ora 17:00 EEST, și a durat 52 de tururi.
| Poz.                                                                | Nr. | Pilot            | Constructor                  | Tururi | Timp/Abandon    | Grilă | Puncte |
| ------------------------------------------------------------------- | --- | ---------------- | ---------------------------- | ------ | --------------- | ----- | ------ |
| 1                                                                   | 44  | Lewis Hamilton   | Mercedes                     | 52     | 1:22:27,059     | 2     | 25     |
| 2                                                                   | 1   | Max Verstappen   | Red Bull Racing-Honda RBPT   | 52     | +1,465          | 4     | 18     |
| 3                                                                   | 4   | Lando Norris     | McLaren-Mercedes             | 52     | +7,547          | 3     | 15     |
| 4                                                                   | 81  | Oscar Piastri    | McLaren-Mercedes             | 52     | +12,429         | 5     | 12     |
| 5                                                                   | 55  | Carlos Sainz Jr. | Ferrari                      | 52     | +47,318         | 7     | 11     |
| 6                                                                   | 27  | Nico Hülkenberg  | Haas-Ferrari                 | 52     | +55,722         | 6     | 8      |
| 7                                                                   | 18  | Lance Stroll     | Aston Martin Aramco-Mercedes | 52     | +56,569         | 8     | 6      |
| 8                                                                   | 14  | Fernando Alonso  | Aston Martin Aramco-Mercedes | 52     | +1:03,577       | 10    | 4      |
| 9                                                                   | 23  | Alexander Albon  | Williams-Mercedes            | 52     | +1:08,387       | 9     | 2      |
| 10                                                                  | 22  | Yuki Tsunoda     | RB-Honda RBPT                | 52     | +1:19,303       | 13    | 1      |
| 11                                                                  | 2   | Logan Sargeant   | Williams-Mercedes            | 52     | +1:28,960       | 12    |        |
| 12                                                                  | 20  | Kevin Magnussen  | Haas-Ferrari                 | 52     | +1:30,153       | 17    |        |
| 13                                                                  | 3   | Daniel Ricciardo | RB-Honda RBPT                | 51     | +1 tur          | 15    |        |
| 14                                                                  | 16  | Charles Leclerc  | Ferrari                      | 51     | +1 tur          | 11    |        |
| 15                                                                  | 77  | Valtteri Bottas  | Kick Sauber-Ferrari          | 51     | +1 tur          | 16    |        |
| 16                                                                  | 31  | Esteban Ocon     | Alpine-Renault               | 50     | +2 tururi       | 18    |        |
| 17                                                                  | 11  | Sergio Pérez     | Red Bull Racing-Honda RBPT   | 50     | +2 tururi       | LB    |        |
| 18                                                                  | 24  | Zhou Guanyu      | Kick Sauber-Ferrari          | 50     | +2 tururi       | 14    |        |
| Ab                                                                  | 63  | George Russell   | Mercedes                     | 33     | Scurgere de apă | 1     |        |
| NS                                                                  | 10  | Pierre Gasly     | Alpine-Renault               | 0      | Cutia de viteze | –     |        |
| Cel mai rapid tur: Carlos Sainz Jr. (Ferrari) – 1:28,293 (turul 52) |     |                  |                              |        |                 |       |        |
| Sursa:                                                              |     |                  |                              |        |                 |       |        |

Note
- ^1 – Include un punct pentru cel mai rapid tur.[8]
- ^2 – Pierre Gasly nu a luat startul în cursă din cauza unei probleme la cutia de viteze. Poziția sa pe grilă a rămas neocupată.[7][9]

## Clasamentele campionatelor după cursă
|        | Poz. | Pilot            | Pct. |
| ------ | ---- | ---------------- | ---- |
|        | 1    | Max Verstappen   | 255  |
|        | 2    | Lando Norris     | 171  |
|        | 3    | Charles Leclerc  | 150  |
|        | 4    | Carlos Sainz Jr. | 146  |
| 1      | 5    | Oscar Piastri    | 124  |
| Sursa: |      |                  |      |

|        | Poz. | Constructor                  | Pct. |
| ------ | ---- | ---------------------------- | ---- |
|        | 1    | Red Bull Racing-Honda RBPT   | 373  |
|        | 2    | Ferrari                      | 302  |
|        | 3    | McLaren-Mercedes             | 295  |
|        | 4    | Mercedes                     | 221  |
|        | 5    | Aston Martin Aramco-Mercedes | 68   |
| Sursa: |      |                              |      |

- Notă: Doar primele cinci locuri sunt prezentate în ambele clasamente.